# Танкове (Бахчисарайський район)
Та́нкове (до 1945 року — Бюю́к-Сюйрє́н, крим. Büyük Süyren) — село в Україні, у Бахчисарайському районі Автономної Республіки Крим. Підпорядковане Куйбишевській селищній раді. Населення 1481 осіб за результатами перепису 2001 року.

## Географія
Село Танкове знаходиться на півдні центральної частини району, біля початку Другого пасма Кримських гір, на початку гірської частини Бельбецької долини, на правому березі річки Бельбек, в середній її течії, висота центру села над рівнем моря 129 м. До Бахчисарая від села близько 11 кілометрів. Найближча залізнична станція — Сирень за 6 кілометрів. Через село проходить шосе Т 0117 Бахчисарай — Ялта, через Ай-Петрі, за якою до Ялти 69 кілометрів.
Недалеко від Танкового Бельбек прорізав у Внутрішньому пасму грандіозний Бельбецький каньйон або Бельбекські Ворота, шириною до 300 м і 160 метрової глибини з вертикальними 70-метровими стінами, складеними вапняком, мергелем і пісковиком. У 1975 році ділянку долини площею в 100 га оголошено комплексним пам'ятником природи загальнодержавного значення «Бельбецький каньйон».

## Історія

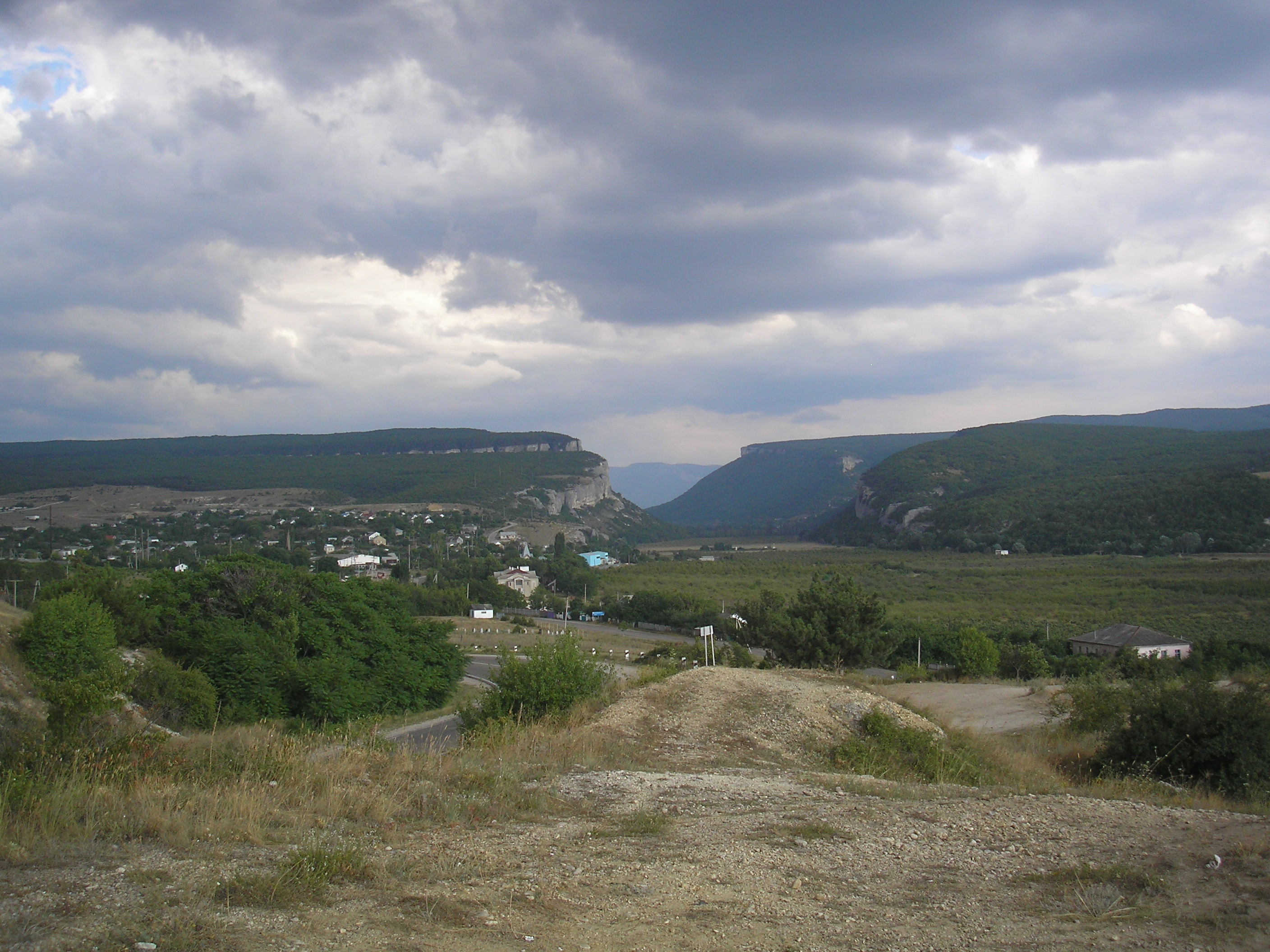
Танкове на тлі Бельбецьких воріт

### ФеодороіОсманська імперія
Раніше Танкове називалося Біюк-Сюрень. Назва села походить від Сюйренської фортеці, руїни якої знаходяться за три кілометри на південно захід від села. Вважається, що Сюйрен — це Сціварін, (Шіварін) який згадується у XVI—XVII століттях Мартіном Броневським,
і Еміддіо Портеллі д'Асколі.
Час виникнення села Біюк-Сюрень не з'ясоване (мезолітчна стоянка людини Сюрень на околиці села — цікавий пам'ятник, але до власне історії села, скоріше, не належить). З великою ймовірністю поява поселення можна співвіднести з часом будівництва Сюйренської фортеці — VI століття (хоча, звичайно, фортеці будувалися в уже обжитих районах, так що навколишні села можуть бути старшими).
В середньовіччі село входило до складу Феодоро, бувши, мабуть, самим північно-західним населеним пунктом князівства. Після падіння Мангупа в 1475 році землі феодоритів відійшли до Османської імперії, включені до складу Кефінського еялета і село згадується в матеріалах переписів Кефінського санджака 1520 року, як селище Сюрен, що належить до Інкірману (ймовірно, спочатку це був окремий кадилик), яке було повністю християнським, в якому значилося 58 повних сімей та 5 — втратили чоловіка-годувальника. За переписом 1542 року у селищі, вже приписане до Мангупського кадилика, числилося 38 повних сімей, 33 неодружених дорослих чоловіки і 5 «овдовілих», всі, в обох випадках, немусульмани. В джізйе Дефтера Лива-і Кефе (Османських податкових відомостях) 1652 року в Бійук Севр перераховуються імена і прізвища 7 платників податків греків-християн, підданих султана.
До Кримського ханства село перейшло 1774 році після здобуття ханством незалежності всього на 9 років — до приєднання до Російської імперії в 1783 році, адміністративно відносячись до бакчі-сарайского каймакамства Бакче-сарайскаго кадилика, що зафіксовано в Камеральному описі Криму 1784 року (як село Бьюк Сюурен), а від 18 вересня 1778 року, греків-християн в селі не залишилося.
У XIX століття у селі побудований Палац Говорова-Топалова.

## Населення
За даними перепису населення 2001 року, у селі мешкала 1481 особа. Мовний склад населення села був таким:
| Мова              | Число ос. | Відсоток |
| ----------------- | --------- | -------- |
| українська        | 88        | 5,94     |
| російська         | 1136      | 76,70    |
| кримськотатарська | 248       | 16,75    |
| білоруська        | 4         | 0,27     |
| вірменська        | 3         | 0,2      |

## Освіта
В Танковому знаходиться Кримська гімназія-інтернат для обдарованих дітей